# Famille de Faramond
La famille de Faramond (ou de Framond pour la branche aînée), anciennement Faramond, est une famille subsistante de la noblesse française, d'extraction chevaleresque, originaire de l'Aveyron.
Elle compte parmi ses membres des officiers dont des généraux, un gentilhomme de la chambre du roi Louis XIII, un commissaire de la noblesse, un président de la noblesse du Gévaudan, des conseillers généraux, un député, des maires et un poète.

## Histoire
Hippolyte de Barrau écrit que les premiers porteurs connus du nom, sont Bégon de Faramond, cité en 1079 et Guillaume Faramond  ainsi que Pons Faramond, seigneur de Salmiech. Cette information a été reprise par Gustave Chaix d'Est-Ange. Toutefois Martin de Framond, dans l'ouvrage Fonds de Faramond (60J), inventaire, consultable aux Archives départementales de l'Aveyron, rapporte que sa famille est connue depuis le XIIIe siècle avec une ascendance noble présumée au XIIe siècle et qu'elle était vassale des châtelains de Salmiech.
Hippolyte de Barrau, le vicomte de Bonald et Jules Villain indiquent que d'après des preuves fournies en 1544 par François de Faramond, la filiation de cette famille remonte au XIIIe siècle avec Hugues Faramond, chevalier, mentionné en 1218. Gustave Chaix d'Est-Ange écrit qu'on lui attribue pour fils, sans preuves bien certaines, Hugues de Faramond, coseigneur de la terre de Landorre, cité dans une transaction en 1265. Il écrit également que la filiation ne doit être considérée comme rigoureusement établie qu'à partir d'un Guy de Faramond, coseigneur de Salmiech, marié par contrat de 1435 passé  à Salmiech avec Helène de Mancip, dont, malgré l'éloignement des dates, on fait un fils de Brenguier de Faramond, mentionné dans des actes de 1356 et de 1382 et qui était déjà mort en 1402.
Régis Valette dans son Catalogue de la noblesse française donne une filiation remontant à 1435.
La seigneurie de Caplongue appartenait à l'origine aux Faramond.
En 1556, Jean de Faramond, seigneur del Bosc, de la Faramondie, de Caplongue, etc. reconnut que tous les droits qu'il tenait dans la baronnie de Landorre relevaient de la totale justice du seigneur de Landorre et qu'il devait accueillir la dame de Landorre lors de sa première entrée à Salmiech.
La famille de Faramond posséda le château de Caplongue (aujourd'hui disparu) dans le village du même nom qui faisait partie de la baronnie de Landorre.
Une branche, devenue la branche aînée à la fin du XVIIe siècle, s'est établie au XVIIIe siècle en Gévaudan et porte le nom « Framond puis de Framond ».
La famille de Faramond fut maintenue noble le 26 avril 1668, le 13 décembre 1669 sur preuves remontant à 1471 et le 30 avril 1700 sur preuves remontant à 1513.
Seules subsistent de nos jours les branches de Framond (de Grèzes, en Gévaudan) et de Faramond (de Lafajole, en Rouergue).

## Fiefs
La Faramondie, Caplongue, Jouqueviel, Balsac, La Calmette[réf. nécessaire].

## Personnalités
- Jean de Faramond, gentilhomme de la chambre du roi Louis XIII[1]
- Jean Jacques de Faramond, seigneur de Canet, nommé commissaire de la noblesse de l'élection de Rodez par le roi Louis XV en 1739[1]
- Jacques-Amédée de Framond, président de l'assemblée de la noblesse du Gévaudan en 1789[11]
- Georges-François Godefroy de Framond (1733-1785), brigadier des armées navales
- Maurice de Faramond (1862-1923), poète et dramaturge
- Gontran de Faramond de La Fajole (1864-1950), contre-amiral
- Melchior Ignace Pie de Faramond (1881-1968), contrôleur général des armées françaises[12]
- Ernest de Framond de La Framondie (1886-1974), député (1932-1940)
- Olivier de Framond (1912-1944), résistant[13]
- Martin de Framond, directeur des Archives départementales de la Haute-Loire[14]

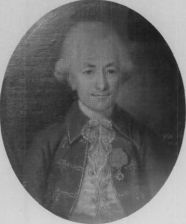
Georges-François Godefroy de Framond (1733-1785)
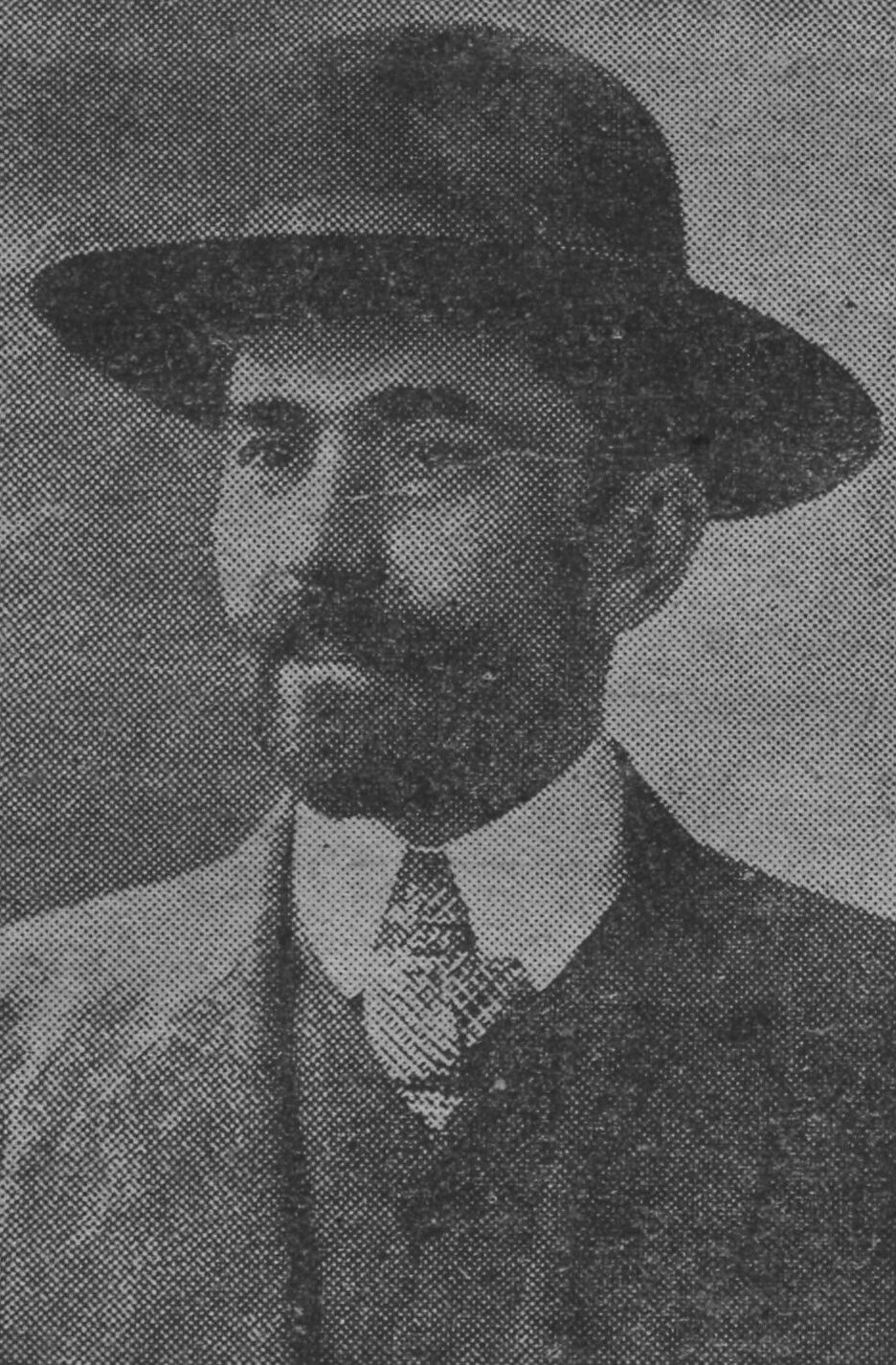
Maurice de Faramond (1862-1923)

## Armes, titres
Les armes de la famille se blasonnent ainsi De gueules, au lion d'or ; au chef cousu d'azur, chargé de trois étoiles d'or.,,
La branche ainée, installée en Gévaudan et connue sous le nom de Framond, porte parti au 1 bandé d'argent et de gueules de six pièces, qui est  de La Panouse au 2 de Faramond.
Timbres : couronne de Marquis, pour la branche aînée, couronne de comte (pour la branche cadette).

Supports : deux lions.
Devise : Luceat omnibus
Les différentes branches de la famille de Faramond et de Framond ont porté ou portent les titres de courtoisie de marquis de Charleval, comte de Framond, comte de La Fajole, vicomte de La Framondie, vicomte de Grèzes, baron de Jouqueviel, baron de Canet, baron de Miramont et baron de Framond.

## Alliances
Les principales alliances de la famille de Faramond sont : de Landorre (1218), de Sédages, de Lautrec de Montfa, de Mancip (1435), de Malleville (1513), de Morlhon (1543, 1613), de Sévérac, de Lapanouse (1579), de Lavernhe (1590), de Barrau (1611, 1730), de Verdun (1613), de Glandières (1613), de Roquefeuil (1627), d'Aurelle (1628), d'Imbert du Bosc (1644), de La Valette-Cornusson (1644), de Saunhac (1665), de Goudal, de Ruel de Parlan, de Tournoel de Chateauneuf (1687), de Colombet (1692), de Micheau (1709, vers 1765), de Rochefort d'Ally (1725), de Brandouin (1749), de Guirard de Montarnal (1752), de Bragelongne (1755), de Gauléjac (1756), de Moré (1801), de Lévézou de Vézins (1813), de Pineton de Chambrun (1829), de Retz, de Mallevielle, de Goudin, de Mauléon-Narbonne, de Tonnac-Villeneuve, de Blandinières, de Faÿ-Solignac (1892), Barbara de Labelotterie de Boisséson (1912), Amaudric du Chaffaut (1918), Rose (1942), de Caumont-La Force (1985), d'Harcourt (2012).

## Pour approfondir